# 唐淳風
唐 淳風（とう じゅんふう、簡体字: 唐 淳风、英語: Táng Chúnfēngは、中華人民共和国の外交官、商務部研究員
である。
1999年から2002年まで駐日中華人民共和国大使館に勤務した。中華人民共和国において、琉球独立運動を積極的に支持する人物である。

## 概要
中国の琉球独立運動のサイト｢琉球網｣において動画を配信し、「琉球は中華民族の大家族の一員」「琉球人は90％が福建、浙江、台湾などから移住した久米三十六姓の末裔」「琉球国時代の言語はすべて中国語」「琉球の文化は日本の侵略まで(中国)大陸のものと一致していた」「75%の琉球の住人が琉球独立を支持している」などと主張した。

## 発言
中国の出版社である東方出版社から「悲憤琉球」という書籍を出版し、2006年に琉球独立の支持を問う琉球民族の住人投票が行われて75%の住人が支持した。琉球独立制定局はすべての基地を撤去を要求、臨時政府を設立、中国併合を歓迎し、日本を追い出すことを主張したとされている。また、琉球と中国大陸交流の歴史書を体系的に調べ上げ、その出発点を秦や漢の時代に根差していると記述している。琉球王国と中国の宮廷は古くは隋・唐の時代にさかのぼり、明・清の時代には強固な宗主国関係になり、海洋対外貿易の重要な窓口に発展したとしている。長い民族交流の結果、琉球の言語、文字、民俗、制度はすべて中国大陸のものと一致する。琉球の先住民は台湾、福建、浙江などの沿岸部の出身であり、琉球人はあらゆる民族の中国人と血でつながっていたと主張している。さらに、琉球人は「外国の服を着ている」状態で、衣・食・住・交通などすべての面で強制的に西洋化されているが、琉球人は心やさしく「我々は日本人ではなく中国人である」という信念を貫いてきたと本書籍の中で繰り返し述べている。
「愛思想」の記事では、琉球民族独立総合研究学会が設立されたことに触れ、「琉球の人々が独立回復を求めて止まないことを思い起こさせるもの」と評価した。戦後のカイロ宣言とポツダム宣言の規定によれば、台湾とその付属島嶼（尖閣諸島を含む）、澎湖諸島を中国に返還するだけでなく、未解決の琉球諸島の問題も再び議論するべきだとしている。
琉球について調査前のことに触れ、唐淳風は「琉球についてはほとんど知らなかったし、身の回りには歴史的な資料もなかった。なぜ琉球人は中国人なのか、琉球が中国に帰属したいとする理由は本当にわからなかった。」と述べ、琉球人は中国への帰属を希望していると主張した。
唐淳風は日本の池袋に滞在中、40代の沖縄出身の男性に話しかけられ道案内をされ「琉球人も中国人だからどうしても道案内をしたい。」と言われた経験があるとした。

### 琉球人大虐殺
仲村覚によると、2010年11月8日の「環球時報」で、唐淳風が中国で下記のような「琉球人大虐殺」に関するプロパガンダを流しているとしている。
1945年4月、ポツダム宣言、カイロ宣言により、日本政府は占領していた領土をどうしても放棄しなければならないことを知り、現地の駐屯軍に玉砕令を下達し、琉球人を皆殺しにした。
 不完全な統計によると、米軍が琉球を占領する前、日本軍は二十六万人以上の琉球人を虐殺していたが、その規模は南京大虐殺に匹敵するものであった。
「悲憤琉球」では琉球人大虐殺について、下記のように述べた。
アメリカの琉球解放があと数か月遅れたら琉球人は全員日本軍によって殺されたかもしれない。あれは玉砕ではなく南京大虐殺と同じ大虐殺です。
 もともと、中国で残忍に人を殺してきた第32軍陸軍師団が沖縄に移り、琉球人を『琉奴』と呼び何の容赦もなく殺したのです。